# Idea durvillei
Idea durvillei är en fjärilsart som beskrevs av Jean Baptiste Boisduval 1832. Idea durvillei ingår i släktet Idea och familjen praktfjärilar. Inga underarter finns listade i Catalogue of Life.